# Šepsej

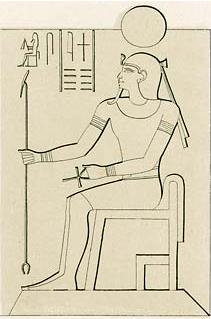
Bůh Šepsej v antropomorfním pojetí

| A51 | S29 | R8 | O29V |

| A51 | S29 | R8 | O29V |

Šepsej (v překladu z egyptštiny „Nádherný“, dříve též uváděno jako „Svatý“) je lokální staroegyptský sluneční a měsíční bůh doložený od doby 18. dynastie. Uctíván byl v oblasti Chemenu, kde v pozdní tradici vystupoval v roli otce Osmera – tamní skupiny stvořitelských bohů.
Badatelé jej většinou pokládají za místní adaptaci Hora jako slunečního boha; proto je zobrazován se slunečním kotoučem na hlavě v podobě sokola nebo muže se sokolí hlavou. Někdy ovšem může mít hlavu ibise a nést měsíční srpek podobně jako Thovt.